# Gianmaria Bruni
Gianmaria "Gimmi" Bruni, född 30 maj 1981 i Rom, är en professionell italiensk racerförare och fabriksförare för Porsche i FIA World Endurance Championship.

## Racingkarriär
Bruni debuterade i Formel 1 som förstaförare i Minardi säsongen 2004. Det blev inga VM-poäng och ingen fortsättning efter säsongen. Han gick istället över till det då nystartade GP2 Series för Coloni Motorsport och tog sin första seger på Circuit de Catalunya. 
I september 2005 bytte han stall till Durango. Säsongen 2006 körde han för Trident Racing och vann då featureracen på Autodromo Enzo e Dino Ferrari och Hockenheimring.
Bruni kör nu långlopp för Ferrari.

## F1-karriär
| Säsong | Stall/Tillverkare | Poäng | Placering |
| ------ | ----------------- | ----- | --------- |
| 2004   | Minardi-Ford      | 0     | –         |